# Лейк-Медіна-Шорс (Техас)
Лейк-Медіна-Шорс (англ. Lake Medina Shores) — переписна місцевість (CDP) в США, в округах Бандера і Медина штату Техас. Населення — 1110 осіб (2020).

## Географія
Лейк-Медіна-Шорс розташований за координатами 29°38′18″ пн. ш. 98°59′31″ зх. д. / 29.63833° пн. ш. 98.99194° зх. д. (29.638434, -98.992016).  За даними Бюро перепису населення США в 2010 році переписна місцевість мала площу 8,78 км², з яких 8,01 км² — суходіл та 0,77 км² — водойми.

## Демографія
Згідно з переписом 2010 року, у переписній місцевості мешкало 1235 осіб у 520 домогосподарствах у складі 325 родин. Густота населення становила 141 особа/км².  Було 834 помешкання (95/км²).
Расовий склад населення:
| - 88,9 % — білих - 1,8 % — корінних американців - 0,4 % — чорних або афроамериканців - 0,2 % — азіатів - 5,9 % — осіб інших рас |

До двох чи більше рас належало 2,8 %. Частка іспаномовних становила 22,3 % від усіх жителів.
За віковим діапазоном населення розподілялося таким чином: 21,4 % — особи молодші 18 років, 62,1 % — особи у віці 18—64 років, 16,5 % — особи у віці 65 років та старші. Медіана віку мешканця становила 46,9 року. На 100 осіб жіночої статі у переписній місцевості припадало 100,5 чоловіків;  на 100 жінок у віці від 18 років та старших — 102,7 чоловіків також старших 18 років.
Середній дохід на одне домашнє господарство  становив 45 846 доларів США (медіана — 42 904), а середній дохід на одну сім'ю — 70 825 доларів (медіана — 60 882). За межею бідності перебувало 20,3 % осіб, у тому числі 34,0 % дітей у віці до 18 років та 32,9 % осіб у віці 65 років та старших.
Цивільне працевлаштоване населення становило 334 особи. Основні галузі зайнятості: сільське господарство, лісництво, риболовля — 22,2 %, освіта, охорона здоров'я та соціальна допомога — 19,8 %, будівництво — 18,9 %.